# Róbert Mazáň
Róbert Mazáň (Trenčín, 9 de febrero de 1994) es un futbolista eslovaco que juega en la demarcación de defensa para el F. C. Hebar Pazardzhik de la Primera Liga de Bulgaria.

## Selección nacional
Tras jugar en las categorías inferiores, finalmente el 8 de octubre de 2017 hizo su debut con la selección de fútbol de Eslovaquia. Fue en un encuentro para la clasificación para la Copa Mundial de Fútbol de 2018 contra Malta que finalizó con un resultado de 3-0 a favor del combinado eslovaco tras los goles de Ondrej Duda y un doblete de Adam Nemec. Su segundo partido con la selección lo disputó contra Noruega en calidad de amistoso un mes después.

## Clubes
| Club                       | País                | Año                 | Partidos | Goles |
| -------------------------- | ------------------- | ------------------- | -------- | ----- |
| AS Trenčín                 | Eslovaquia          | 2010-2013           | 59       | 0     |
| F. K. Senica               | Eslovaquia          | 2014                | 33       | 0     |
| Podbeskidzie Bielsko-Biała | Polonia             | 2014-2015           | 5        | 0     |
| M. Š. K. Žilina            | Eslovaquia          | 2015-2017           | 55       | 1     |
| R. C. Celta de Vigo        | España              | 2018                | 4        | 0     |
| Venezia F. C. (cedido)     | Italia              | 2019                | 7        | 0     |
| C. D. Tenerife (cedido)    | España              | 2019-2020           | 12       | 1     |
| F. K. Mladá Boleslav       | República Checa     | 2020-2021           | 14       | 0     |
| M. F. K. Karviná           | República Checa     | 2021                | 9        | 0     |
| AEL Limassol               | Chipre              | 2021-2022           | 33       | 0     |
| F. C. Hebar Pazardzhik     | Bulgaria            | 2022-2024           | 44       | 1     |
| F. K. Panevėžys            | Lituania            | 2024                | 39       | 0     |
| F. C. Hebar Pazardzhik     | Bulgaria            | 2025-               | 1        | 0     |
| Total en su carrera        | Total en su carrera | Total en su carrera | 306      | 3     |

## Palmarés

### Campeonatos nacionales
| Título                  | Club            | País       | Año  |
| ----------------------- | --------------- | ---------- | ---- |
| Superliga de Eslovaquia | M. Š. K. Žilina | Eslovaquia | 2017 |
| Supercopa de Lituania   | F. K. Panevėžys | Lituania   | 2024 |